# Free Software Foundation Europe
Die Free Software Foundation Europe e. V. (FSFE) ist die am 10. März 2001 gegründete europäische Schwesterorganisation der US-amerikanischen Free Software Foundation.
Finanziell, juristisch und personell unabhängig und organisatorisch der nordamerikanischen FSF gleichgestellt, setzt sie sich für alle Belange von Freier Software mit Schwerpunkt Europa ein. Dies geschieht unter anderem durch politische Arbeit, juristische Unterstützung und ein Netzwerk von ehrenamtlichen Unterstützern. Gemeinsam mit anderen Free Software Foundations kümmert sie sich um die globalen Perspektiven und hat beispielsweise sehr starke Verbindungen nach Asien und Südamerika.
Die Free Software Foundation Europe ist eine gemeinnützige, regierungsunabhängige Organisation. Nach Georg Greve (2001–2009) und Karsten Gerloff (2009–2015) ist Matthias Kirschner ihr dritter Präsident, Vizepräsident ist seit 2016 Heiki Lõhmus.
Zur Koordination der lokalen Aktivitäten der FSFE wurden in verschiedenen europäischen Ländern Regionale Gruppen gegründet und Koordinatoren benannt.
2010 erhielt die FSFE die Theodor Heuss Medaille für vorbildliches demokratisches Verhalten.

## Kampagnen
- „Free Your Android“ (Stärkung der eigenen Kontrolle über Android-Geräte)[9]
- „Ask Your Candidates“ (Fragen an Wahlkandidaten, wie sie zu Freier Software stehen)[10]
- „I love Free Software“ (Aktion am Valentinstag)[11]
- "Routerzwang" (Kampagne gegen Routerzwang)[12]
- "EU Funkrichtlinie" (Informations-Kampagne über die Richtlinie 2014/53/EU)[13]
- Document Freedom Day (zur Bewerbung offener Datenformate seit 2008), wurde 2016 an die Digital Freedom Foundation übergeben[14]
- PDFreaders.org (Liste freier PDF-Betrachter)[15]
- DRM.info (Information über DRM, dort „Digital Restriction Management“ genannt)[16]
- "Public Money? Public Code!" (Förderung von Freier Software in steuerfinanzierten Institutionen und Projekten)[17]
- "Save Code Share" (Schutz von quelloffenen Softwareprojekten vor der EU-Copyrightreform)[18]
- "Secure Boot" (Aktion gegen Secure Boot)[19]